# Волси (Јужна Дакота)
Волси (енгл. Wolsey) град је у америчкој савезној држави Јужна Дакота.

## Демографија
По попису из 2010. године број становника је 376, што је 42 (-10,0%) становника мање него 2000. године.
| Група             | 2000.       | 2010.       |
| Белци             | 414 (99,0%) | 372 (98,9%) |
| Афроамериканци    | 0 (0,0%)    | 0 (0,0%)    |
| Азијати           | 0 (0,0%)    | 1 (0,3%)    |
| Хиспаноамериканци | 2 (0,5%)    | 3 (0,8%)    |
| Укупно            | 418         | 376         |